# Carolinas International Tennis 1976
Il Carolinas International Tennis 1976  è stato un torneo di tennis giocato su terra verde. È stata la 6ª edizione del Carolinas International Tennis, che fa parte del World Championship Tennis 1976. Si è giocato a Charlotte negli Stati Uniti, dal 19 al 25 aprile 1976.

## Campioni

### Singolare
Tony Roche ha battuto in finale  Vitas Gerulaitis con il punteggio di 6–3, 3–6, 6–1

### Doppio
John Newcombe /  Tony Roche hanno battuto in finale  Vitas Gerulaitis /  Gene Mayer con il punteggio di 6–3, 7–5